# N-II (ракета-носитель)
«N-II» или N-2 — американская ракета-носитель лёгкого класса, семейства Дельта.